# Oxystegus minor
Oxystegus minor là một loài rêu trong họ Pottiaceae. Loài này được Köckinger, O. Werner & Ros mô tả khoa học đầu tiên năm 2010.